# Franz-Josef Kniola
Franz-Josef Kniola (* 4. Februar 1943 in Dortmund) ist ein deutscher Politiker (SPD).

## Leben
Nach der Mittleren Reife im Jahr 1959 an der Realschule absolvierte Kniola eine Steinmetzlehre, die er 1962 mit der Gesellenprüfung abschloss. Im Jahr 1963 nahm er ein Studium an der Höheren Fachschule für Sozialarbeit in Dortmund auf, das er 1966 mit dem Staatsexamen beendete. Von 1967 bis 1968 leistete er Zivildienst. Kniola trat 1963 der SPD bei und arbeitete von 1968 bis 1975 als Jugend- und Bildungssekretär beim SPD-Bezirk Westliches Westfalen. Im Anschluss wirkte er bis 1977 als Lehrbeauftragter an der Fachhochschule Dortmund. Neben seiner Tätigkeit als Lehrbeauftragter arbeitete er ab 1976 als freier Referent in der Erwachsenenbildung der Friedrich-Ebert-Stiftung. Im Jahr 1977 übernahm er den elterlichen Steinmetzbetrieb, den er bis 1990 leitete. 1981 legte er die Meisterprüfung als Steinmetz und Steinbildhauer ab. Von 1962 bis 1968 war er und seit 1993 ist er wieder Mitglied der IG Bau-Steine-Erden. In den Jahren 1968 bis 1992 war er Mitglied der Gewerkschaft Öffentliche Dienste, Transport und Verkehr.
Bei der Landtagswahl 1975 wurde Kniola erstmals in den Nordrhein-Westfälischen Landtag gewählt. Bei den folgenden Landtagswahlen 1980, 1985, 1990 und 1995 konnte er jeweils sein Abgeordnetenmandat verteidigen. In allen fünf Wahlperioden vertrat er als direkt gewählter Abgeordneter den Landtagswahlkreis Dortmund VI. Im Parlament beschäftigte er sich vor allem mit der Bildungs- und Hochschulpolitik. Von 1984 bis 1994 war er Vorsitzender der SPD im Stadtbezirk Hombruch.
Im Mai 1995 trat er in einer Kampfkandidatur zur Wahl zum SPD-Fraktionsvorsitz an, unterlag aber mit 49 zu 54 Stimmen seinem Kontrahenten Klaus Matthiesen.
Kniola amtierte vom 12. Juni 1990 bis zum 17. Juli 1995 als Minister für Stadtentwicklung und Verkehr und vom 17. Juli 1995 bis zum 9. Juni 1998 als Innenminister in den von Ministerpräsident Johannes Rau geleiteten Regierungen des Landes Nordrhein-Westfalen. Als Verkehrsminister befürwortete er im Jahr 1992 gemeinsam mit Anke Brunn die Einführung des Semestertickets an den Hochschulen Nordrhein-Westfalens. Weiterhin erarbeitete er ein Luftverkehrskonzept und setzte sich für die Verbesserung des ÖPNV sowie für den Güterverkehr der Deutschen Bundesbahn ein. Dem Bau eines Ruhr-Tunnels (B 1/A 40) stand er kritisch gegenüber. Während seiner Amtszeit als Innenminister setzte er sich für den Aufbau von Anti-Korruptions-Einheiten zur Bekämpfung von Beamtenbestechung ein. Des Weiteren sprach er sich im Gegensatz zu Bundesinnenminister Manfred Kanther gegen die Abschiebung von Flüchtlingen aus dem ehemaligen Jugoslawien aus. Am 4. April 1997 veranlasste er Haftverschonung des in der Schweiz gefassten, damals 75-jährigen NS-Verbrechers Gottfried Weise aus gesundheitlichen Gründen. Der von Ministerpräsident Wolfgang Clement geführten Folgeregierung gehörte Kniola aufgrund der Zusammenlegung von Innen- und Justizministerium nicht mehr an. Am 30. Juni 1998 legte er auch sein Landtagsmandat nieder.
Nach seinem Ausstieg aus der Politik nahm Kniola seine Tätigkeit als Steinmetz wieder auf. Seit 1999 engagierte er sich als Vorsitzender des Fördervereins der NRW-Stiftung für Naturschutz, Heimat- und Kulturpflege, deren Präsident er von 2002 bis 2007 war. Heute (2012) ist er Ehrenvorsitzender der Stiftung.
Franz-Josef Kniola ist verheiratet und hat vier Kinder.

## Kabinette
- Kabinett Rau IV, 1990–1995, Minister für Stadtentwicklung und Verkehr
- Kabinett Rau V, 1995–1998, Innenminister